# Sandor van der Heide
Sandor van der Heide (IJsbrechtum, 30 maart 1978) is een Nederlands voormalig profvoetballer die uitkwam voor Cambuur Leeuwarden. Eerder speelde hij voor SV Waldhof Mannheim en amateurclub ONS Sneek. Van der Heide werd in januari 2017 aangesteld als assistent-trainer bij De Graafschap. Na het seizoen 2018-2019 ging hij weer aan de slag als assistent-trainer bij SC Cambuur onder leiding van Henk de Jong.

## Loopbaan

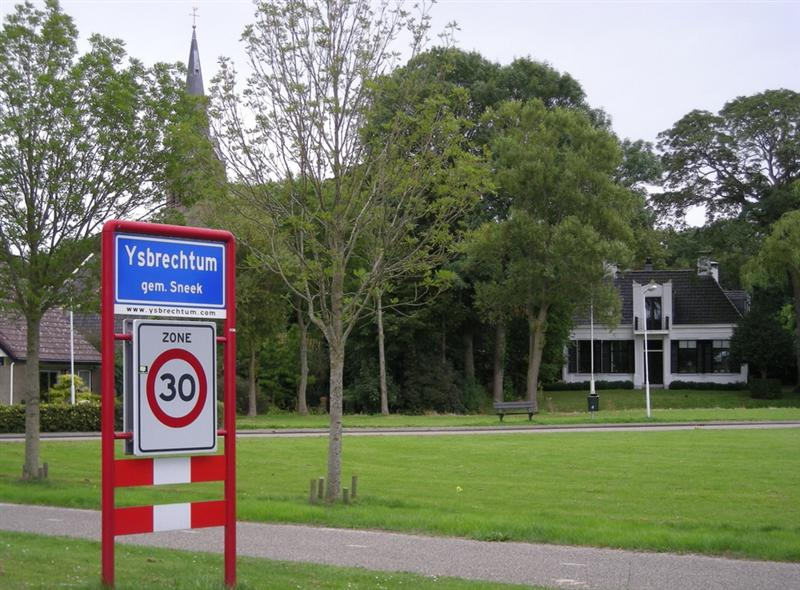
IJsbrechtum, nabij Sneek, waar Van der Heide de eerste jaren van zijn leven doorbracht.

### Jeugd
Van der Heide werd geboren in het Friese dorp IJsbrechtum, als zoon van een voormalig voetballer die in de omgeving veel bekendheid genoot. Op vierjarige leeftijd begon hij te voetballen bij amateurclub LSC 1890 uit Sneek, waar zijn familie een jaar later naartoe zou verhuizen. Hij ontwikkelde zich tot een sterke aanvaller en maakte als jeugdspeler eens meer dan honderd doelpunten binnen één seizoen. Toen Van der Heide tien werd, verruilde hij LSC 1890 voor Sneek. Ook hier maakte hij een grote ontwikkeling door en kwam terecht in de talentenschool van sc Heerenveen, hetgeen inhield dat hij eenmaal per week werd getraind door jeugdcoaches van de toenmalige eerstedivisionist. Desondanks werd de aanvaller door Foppe de Haan te licht bevonden en kreeg hij geen contract aangeboden. Cambuur-Leeuwarden was echter wel geïnteresseerd en lijfde hem in bij hun jeugdopleiding. Na een moeizame start ging het bergopwaarts en op negentienjarige leeftijd maakte Van der Heide zijn debuut in het betaald voetbal.

### Opkomst
In zijn eerste seizoen speelde de aanvaller 13 wedstrijden en promoveerde hij met de club naar de eredivisie. Tevens kreeg hij een profcontract voor drie jaar. Zijn prestaties werden opgemerkt door de KNVB en de Fries werd door bondscoach Han Berger uitgenodigd om deel uit te maken van de selectie van Jong Oranje, met destijds onder meer Mark van Bommel, Jan Vennegoor of Hesselink, Wilfred Bouma, Niels Oude Kamphuis, Kevin Hofland, Kiki Musampa, Nordin Wooter en Robin Nelisse. Hij kwam echter niet verder dan één wedstrijd en enkele trainingsstages, hetgeen enerzijds te wijten was aan zijn vliegangst en anderzijds aan verschillende perikelen binnen Cambuur.

### Naar Duitsland en weer terug

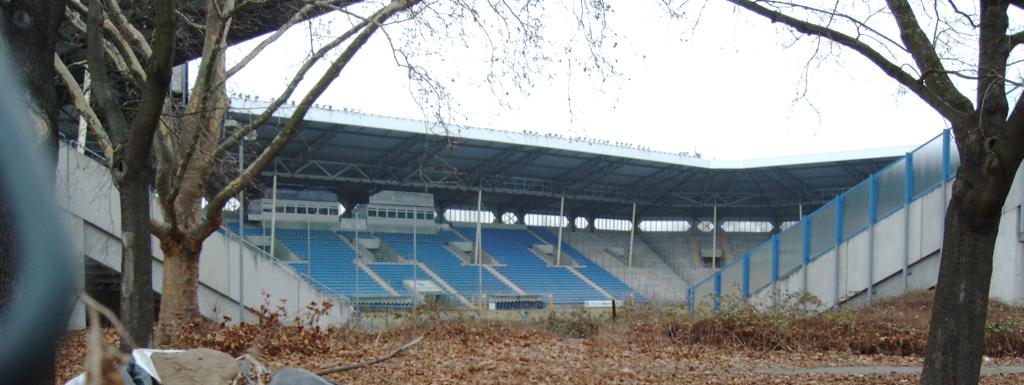
Van der Heide stond onder contract bij SV Waldhof Mannheim, maar speelde uiteindelijk geen enkele wedstrijd in het Carl Benz Stadion van de club.

In 2000 degradeerde de club weer naar de eerste divisie. Van der Heide scoorde het daaropvolgende seizoen twaalfmaal in 22 wedstrijden en meerdere clubs, waaronder FC Utrecht, RKC Waalwijk en AZ toonden interesse. Een overgang naar AZ ketste echter af en een principeakkoord met RKC werd om onbekende redenen ontbonden. Ondanks een aanbieding van het grotere MSV Duisburg koos de aanvaller vervolgens voor het Duitse SV Waldhof Mannheim, in de 2. Bundesliga. Bij de club uit Mannheim voelde hij zich echter niet op zijn plaats; hij had weinig contact met zijn medespelers, kon niet overweg met de vele looptrainingen en had heimwee naar huis. Een verzoek om het contract te ontbinden werd aanvankelijk niet ingewilligd, maar na enkele weken (waarin hij geen enkele officiële wedstrijd speelde) ging SV Waldhof akkoord met een verhuur voor een jaar aan Cambuur.
In Leeuwarden hervond Van der Heide zijn vorm en speelde hij 24 wedstrijden, waarin hij zeven keer het net vond. Het jaar daarop besloot de toen 24-jarige aanvaller echter om te stoppen met het in zijn ogen achterbakse, schijnheilige en egoïstische profvoetbal - het contract met Mannheim werd ontbonden - en door te gaan als amateur. Ondanks financieel betere aanbiedingen van andere clubs koos hij voor eersteklasser ONS Sneek, waar meerdere vrienden van hem al actief waren.

### Overstap naar het amateurvoetbal
In Sneek, tevens zijn woonplaats, groeide Van der Heide na enkele opstartproblemen uit tot een dragende speler die op veel punten boven zijn mede- en tegenspelers uittorende en mede door zijn goede spel promoveerde de club in 2004 naar de Hoofdklasse. Twee seizoenen later werd de zaterdagclub voor het eerst in de historie kampioen op het hoogste amateurniveau.
Bij ONS Sneek kreeg de Fries geen salaris, waardoor hij genoodzaakt was een baan te zoeken. Na een half jaar als vertegenwoordiger voor een elektronica concern, werd hij in 2003 postbode in Sneek en omgeving. Twee jaar later ging hij aan de slag op het kantoor van reinigingsbedrijf Rooth, de hoofdsponsor van ONS Sneek.

### Terug in Leeuwarden
Cambuur bleef vragen of hij terug wilde keren in het betaald voetbal en in 2007, nadat zijn toenmalige vrouw zwanger werd, koos hij voor een comeback om zodoende meer tijd over te hebben voor het vaderschap. Hij tekende voor twee jaar bij de club uit Leeuwarden en werd daarnaast hoofdtrainer van zaterdag derdeklasser Balk. In een interview met Voetbal International in oktober 2008 zei Van der Heide op de lange termijn een carrière als hoofdtrainer bij Cambuur te ambiëren.
Op 19 maart 2012 werd bekendgemaakt dat Van der Heide aan het eind van het seizoen 2011/12 zou stoppen als profvoetballer. Daarna ging hij als speler en assistent-trainer aan de slag bij ONS Sneek. Tevens hield hij zich bij Cambuur nog bezig met het coach-project van oud-speler René van Rijswijk. Van der Heide ging ook stage lopen bij Cambuur in het kader van zijn trainerscarrière. Als assistent van interim-trainer Henk de Jong, won hij met Cambuur in 2013 het kampioenschap van de eerste divisie. Vanaf het seizoen 2014/15 behoorde Van der Heide tot de vaste assistenten van Henk de Jong. In november 2015 werd hij vanwege teleurstellende resultaten van het eerste elftal van deze taak ontheven en toegevoegd aan het analyse- en scoutingsteam van de club.

### Hoofdtrainer bij IJsselmeervogels
Van der Heide werd in november 2015 aangesteld als hoofdtrainer bij IJsselmeervogels. Hij tekende een contract tot het eind van het seizoen. Het doel was om IJsselmeervogels bij de eerste zeven te laten eindigen om zich zo te plaatsen voor de nieuw ingevoerde tweede divisie. Uiteindelijk bereikte IJsselmeervogels in 2015/16 de nieuw ingevoerde derde divisie. In 2016 werd Pascal Bosschaart als assistent-trainer toegevoegd aan zijn staf. In 2017 werd Sandor met IJsselmeervogels kampioen en hiermee promoveerde hij naar de tweede divisie.

### Opnieuw als assistent-trainer van Henk de Jong
In augustus 2017 werd Sandor van der Heide herenigd met Cambuur en Henk de Jong. Hij ging aan de slag als assistent-trainer. Eerst bij De Graafschap en daarna bij jeugdliefde Cambuur. Bij SC Cambuur raakte Van der Heide in het najaar van 2020 en later opnieuw in het voorjaar van 2021 uit de roulatie, omdat hij last had van burn-out klachten. Het resterende deel van dat seizoen ontbrak hij bij de staf van het eerste elftal, dat kampioen werd in de Keuken Kampioen Divisie en daarmee promoveerde naar de eredivisie.

## Statistieken
| Seizoen        | Club                  | Land      | Competitie     | Wed. | Goals |
| -------------- | --------------------- | --------- | -------------- | ---- | ----- |
| 1997/98        | Cambuur Leeuwarden    | Nederland | Eerste divisie | 13   | 0     |
| 1998/99        | Cambuur Leeuwarden    | Nederland | Eredivisie     | 26   | 5     |
| 1999/00        | Cambuur Leeuwarden    | Nederland | Eredivisie     | 27   | 7     |
| 2000/01        | Cambuur Leeuwarden    | Nederland | Eerste divisie | 22   | 12    |
| 2001/02        | SV Waldhof Mannheim   | Duitsland | 2. Bundesliga  | 0    | 0     |
| 2001/02        | Cambuur Leeuwarden    | Nederland | Eerste divisie | 24   | 7     |
| 2007/08        | SC Cambuur Leeuwarden | Nederland | Eerste divisie | 23   | 3     |
| 2008/09        | SC Cambuur Leeuwarden | Nederland | Eerste divisie | 33   | 9     |
| 2009/10        | SC Cambuur            | Nederland | Eerste divisie | 27   | 11    |
| 2010/11        | SC Cambuur            | Nederland | Eerste divisie | 27   | 6     |
| 2011/12        | SC Cambuur            | Nederland | Eerste divisie | 22   | 6     |
| Totaal         | Totaal                | Totaal    | Totaal         | 244  | 66    |
| Bijgewerkt tot | 1 oktober 2012        |           |                |      |       |